# Loch Spey
Loch Spey är en sjö i Storbritannien.   Den ligger i kommunen Highland och riksdelen Skottland, i den norra delen av landet, 700 km nordväst om huvudstaden London. Loch Spey ligger 349 meter över havet.  Omgivningarna runt Loch Spey är i huvudsak ett öppet busklandskap.